# Nonni Ardal Hammarström
Jon Walter Nonni Ardal Hammarström, född 25 augusti 2001 i Vasastan i Stockholm, är en svensk skådespelare.
Ardal är känd från TV-serierna Gaslight, Toppen och Ondskan. I Ondskan spelar han rollen som Dahlén.
Mellan åren 2017 till 2020 gick Nonni på Stockholms Estetiska Gymnasium i Liljeholmen
Ardal har även tillsammans med sina två vänner Malte Gårdinger och Bob Mattsson en podcast som heter Regelboken.